# Bivališče
Bivališče je življenjski prostor ali kraj bivanja, kjer nekdo živi oziroma prebiva. Hkrati je to tudi prostor, ki nudi zaščito pred zunanjimi vremenskimi razmerami, v katerega se posameznik naseli in tam prebiva stalno (dom) ali pa začasno (npr. počitniška hišica). Stalno prebivališče je po definiciji iz Zakona o prijavi prebivališča (ZPPreb) »naselje, kjer se posameznik naseli z namenom, da v njem stalno prebiva, ker je to naselje središče njegovih življenjskih interesov, to pa se presoja na podlagi njegovih poklicnih, ekonomskih, socialnih in drugih vezi, ki kažejo, da med posameznikom in naseljem, kjer živi, dejansko obstajajo tesne in trajne povezave.«
Najprej so ljudje živeli v naravnih bivališčih (jama v zemlji, odprtina v skali,...), kasneje pa so začeli graditi objekte, katerih arhitektura se je s stoletji spreminjala. V današnjem času ljudje pretežno živimo v posameznih ali pa skupinskih objektih, v katere je integrirano eno ali pa več bivališč (stanovanj). 
Vsak državljan ima na svoji upravni enoti zabeleženo lokacijo stalnega bivališča, katerega spremembo je dolžan sporočiti pristojnemu organu.
Tudi živali uporabljajo bivališče (brlog, gnezdo), ki jih ščiti pred zunanjimi vremenskimi razmerami in plenilci.

## Primeri bivališč
- hiša
- dom
- stanovanje
- stanovanjski blok
- jazbina
- gnezdo
- dvorec
- brlog